# Bourgogne magazine
Bourgogne Magazine, sous titré « Voyages, patrimoines et art de vivre en Bourgogne », est un magazine régional français en Bourgogne-Franche-Comté.

## Historique
Fondé en 1995 par Dominique Bruillot, ce magazine est édité par la SARL Studio Mag, en région dijonnaise. Bourgogne Magazine existe donc en kiosque depuis plus de vingt ans. Afin de s'adapter à l'évolution du marché de la presse écrite, et de pérenniser son aventure éditoriale, la revue a opéré un changement au printemps 2017 en adoptant un rythme trimestriel et en portant son contenu à près de 200 pages. 

## Description
Ce magazine traite de patrimoine (bâti ou naturel, historique ou culturel), de vins et de gastronomie mais aussi d'artisanat, d'art, de littérature, de balades ou encore de découvertes d'une ville ou d'une région spécifiques... Entre images d'archives en noir et blanc et reportages photos produits spécifiquement pour un vrai regard d'auteur sur la région, ce magazine entend mettre en valeur les acteurs de la typicité bourguignonne.

## Parution et diffusion
Imprimé à 20 000 exemplaires, Bourgogne Magazine paraît à raison de 4 numéros réguliers et 2 hors-série par an. 

## Autres publications
Chaque hors-série de Bourgogne Magazine apparaît également en Franche-Comté, avec le même contenu transversal traitant des deux régions, sous le titre « Coeur de Comtois ». Depuis 2021, ce magazine a également une vie propre en kiosque, à chaque saison. 
La SARL Studio Mag édite aussi le bimestriel gratuit « DBM » (ex « Dijon-Beaune Mag ») et le magazine annuel « Dijon Capitale » 